# دان كونور
دان كونور (بالإنجليزية: Dan Connor) (31 يناير 1981 بدبلن في جمهورية أيرلندا - ) هو لاعب كرة قدم أيرلندي في مركز حراسة المرمى. شارك مع منتخب جمهورية أيرلندا تحت 21 سنة لكرة القدم وRepublic of Ireland national football B team ‏. أما مع النوادي، فقد لعب مع باتريك أتلتيك ودرودا يونايتد ونادي بيتربورو يونايتد ونادي كورك سيتي ونادي هيرفورد وووترفورد يونايتد وWestfields F.C. ‏.

## وصلات خارجية
- دان كونور على موقع قاعدة بيانات كرة القدم.إي يو (الإنجليزية)
- دان كونور على موقع Soccerbase.com (لاعب) (الإنجليزية)